# Neringa
Neringa je město, respektive spíše soustava městeček a vesnic a tedy i okres (litevsky Neringos savivaldybė), který zahrnuje téměř celou část litevské části Kurského poloostrova a který se nachází v Klaipėdském kraji, v Litvě. Místo je turisticky známé díky Národnímu parku Kurská kosa, písečným dunám, lázeňským a rekreačním aktivitám.

## Místopis
Neringa je úzký přímořský pás země, který se táhne od jihu k severu. Na jihu začíná u ruských hranic v Nidě (správní středisko Neringy), kde se nalézá také chráněná oblast Grobšto gamtinis rezervatas a nejznámější litevská pohyblivá duna Parnidžio kopa. Směrem k severu se nachází Skruzdynė, Purvynė, Letiště Nida (Nidos oro uostas) a nejvyšší kopec Neringy Vecekrugo kalnas (67 m n. m.). Dále k severu je Preila, Pervalka, Karvaičiai s Kopcem čarodějnic (Raganų kalnas), Juodkrantė, Gintaro įlanka známá těžbou jantaru, Alksnynė s mýtnicí vybírající poplatky za vstup do Národního parku Kurská kosa. Severní část Kurského poloostrova, tj. vesnice a přístav s trajektem Smiltynė u Klaipėdy, již do Neringy nepatří.
Neringa je protkaná sítí cyklostezek a turistických stezek a borovicových lesů. Nachází se zde různé majáky, rozhledny, ruiny válečných staveb a historickou architekturu. Významné jsou také pláže, sportovní rybolov, vodní sporty a přístavy. Písečné pohyblivé duny, které jsou významným lákadlem pro turisty, přírodovědce a geology, jsou unikátním jevem, který se vyskytuje v takovém rozsahu jen na několika místech pobřeží Baltského moře a to jen v Litvě, Polsku a Rusku.

## Legenda
Podle místního mýtu, název Neringa je podle jména přívětivé mořské obryně Neringa. Neringa přinášela v zástěře masy písku, tak aby vytvořila chráněné přístavy celé Kurské kosy.

## Galerie

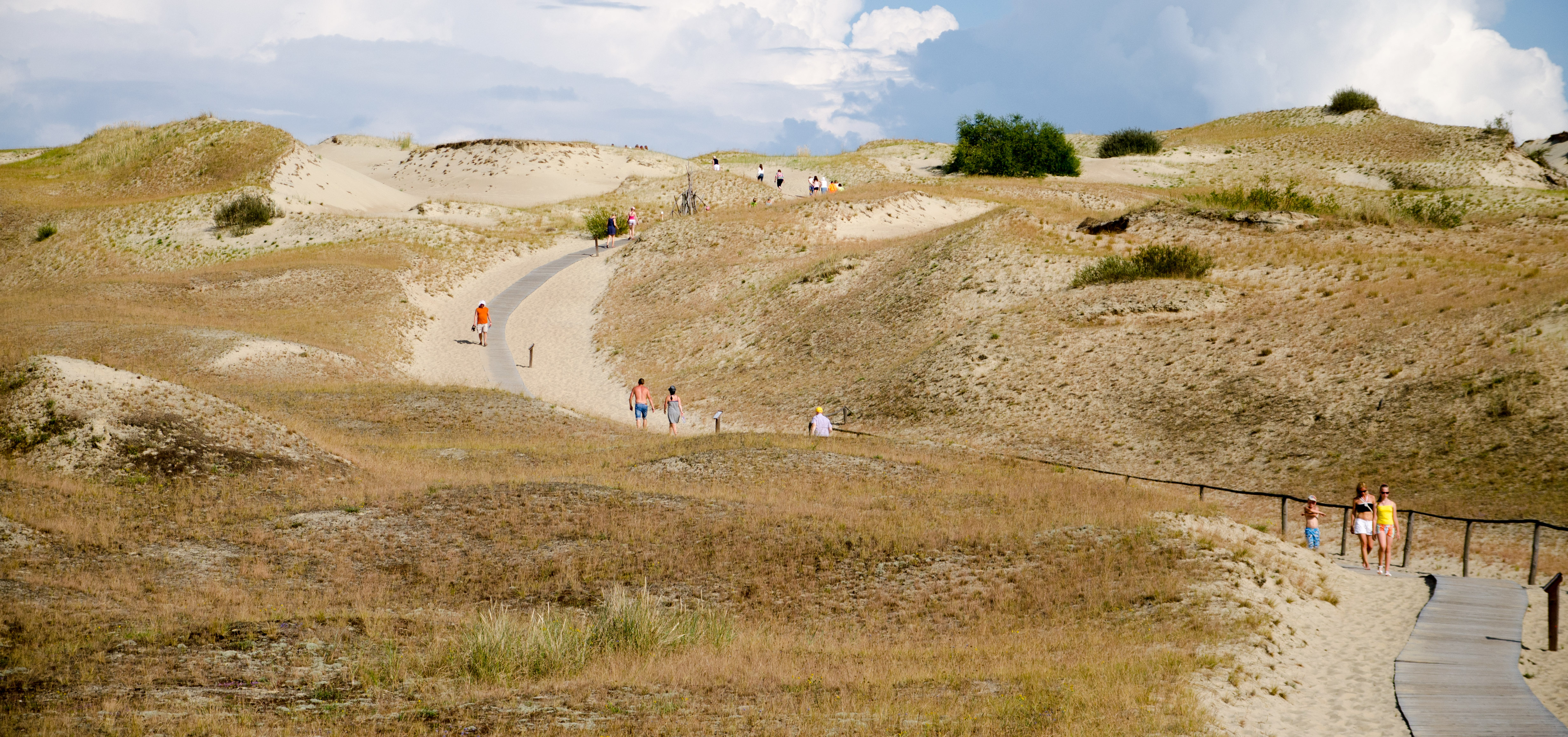
Pohyblivé písečné duny v Nidě.
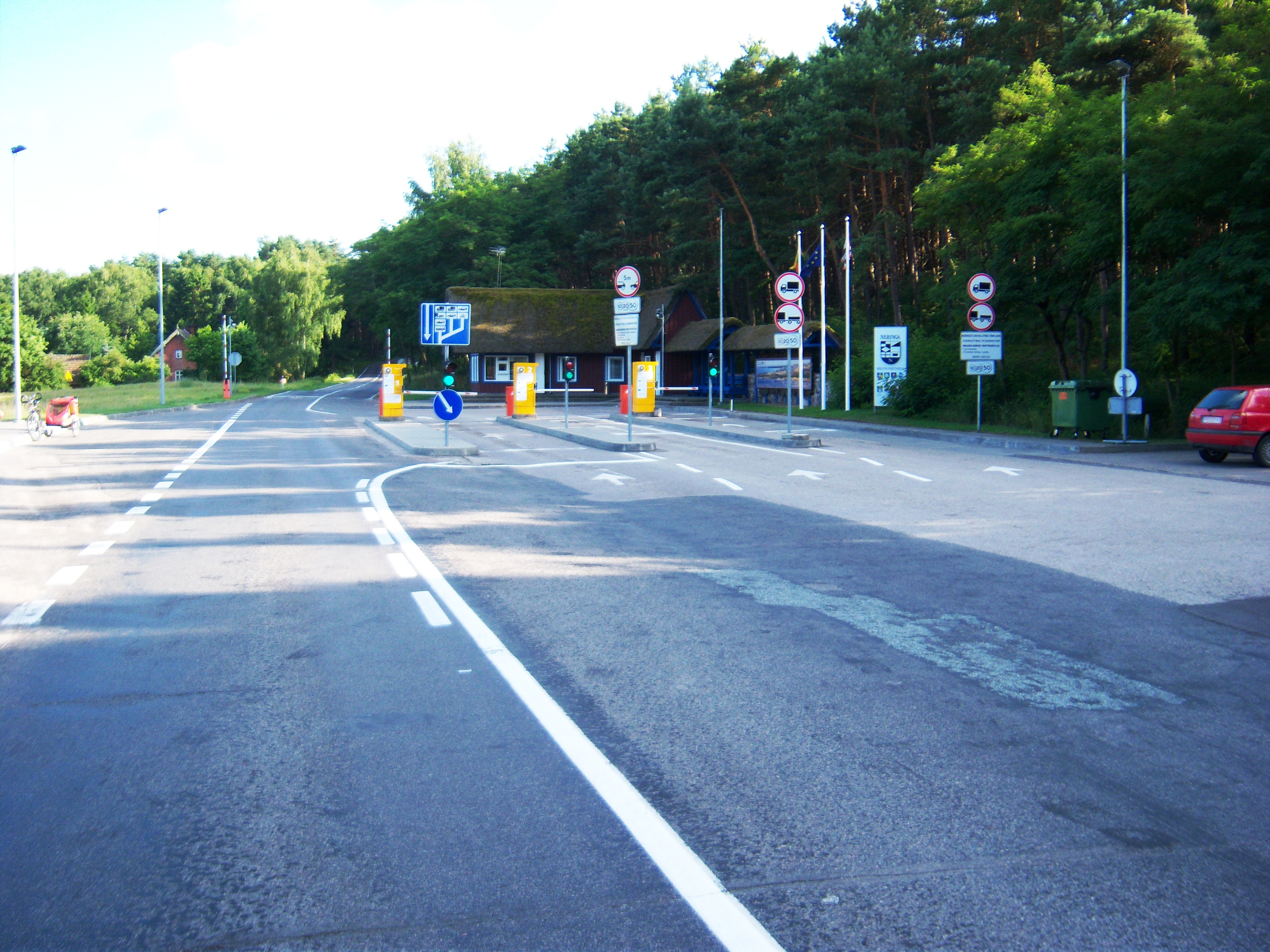
Alksnynė s mýtnicí
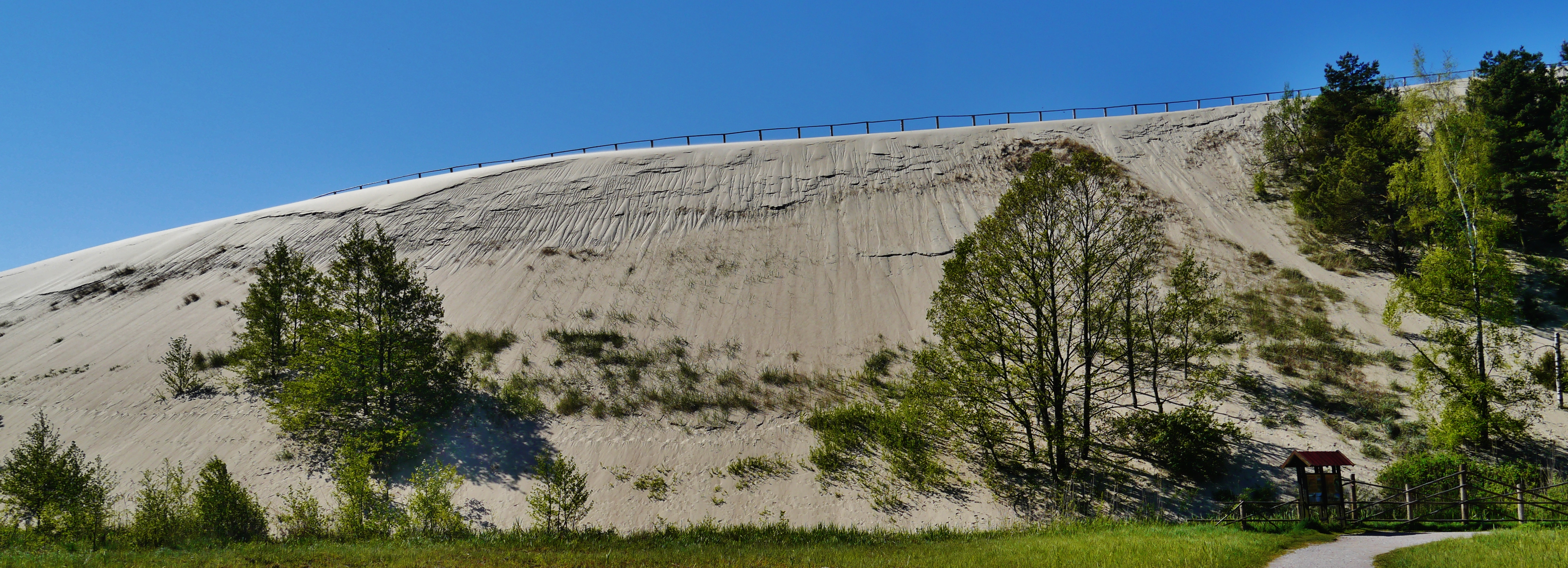
Parnidžio kopa
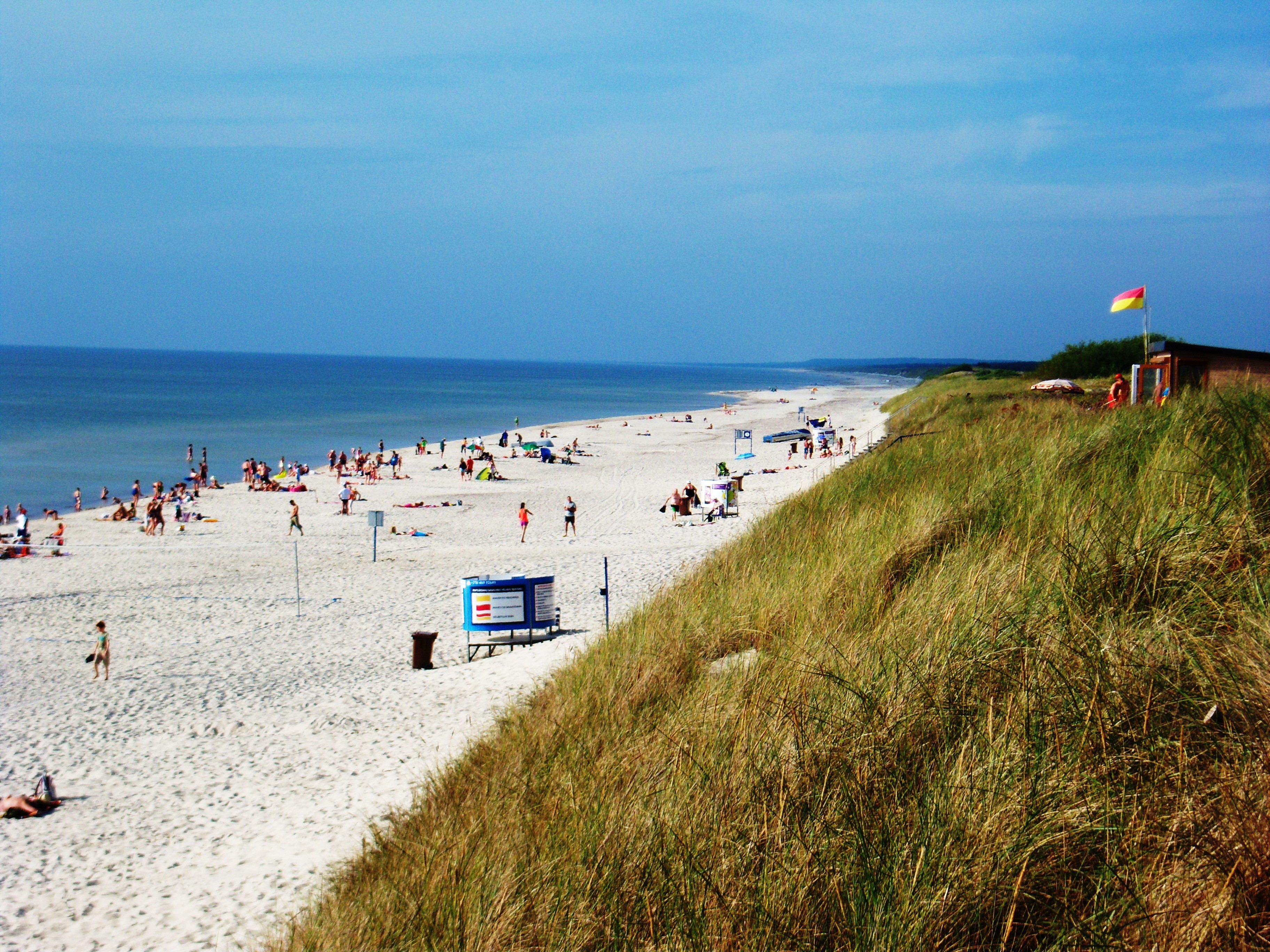
Pláže Pervalka
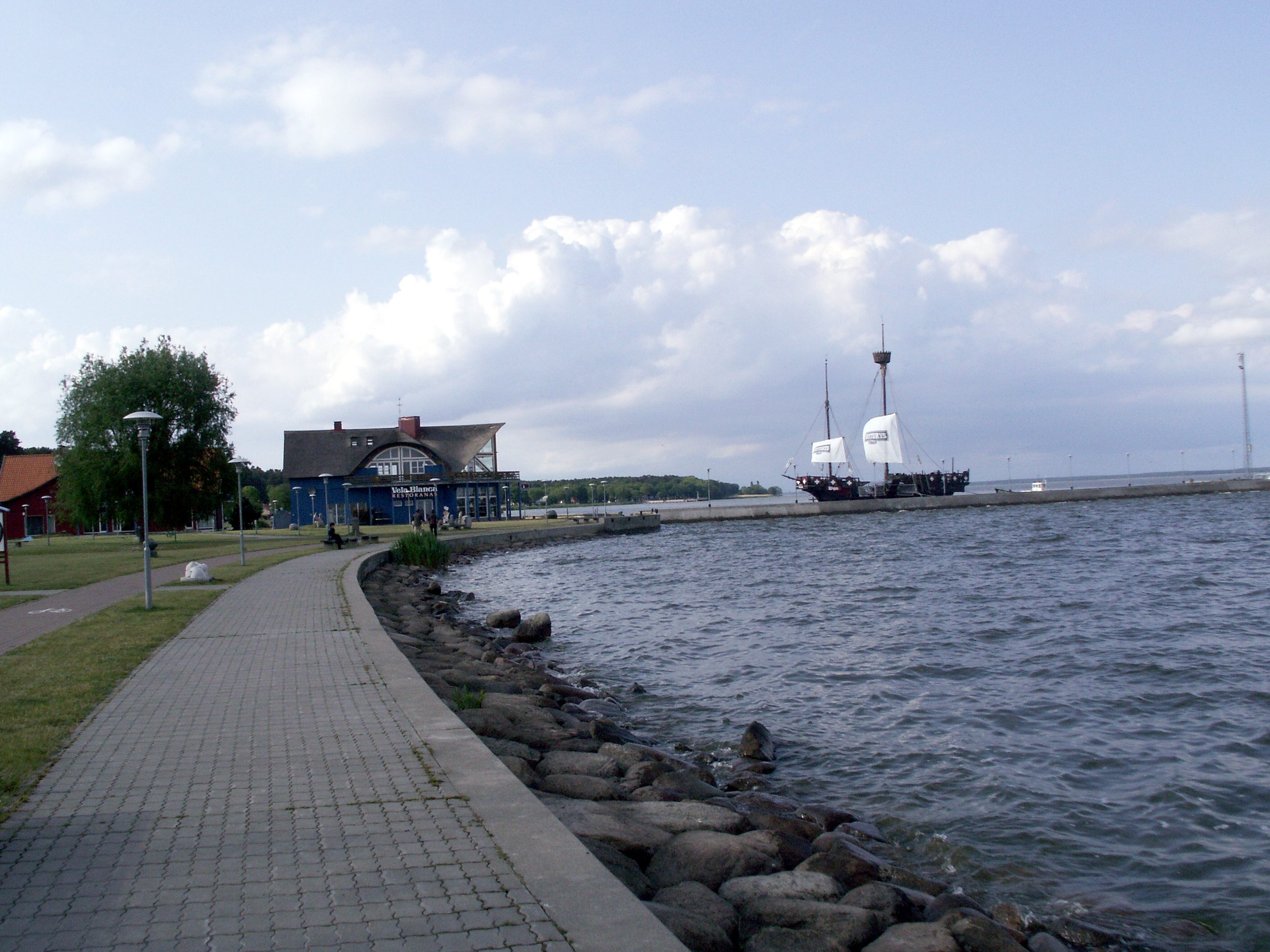
Juodkrantė